# Parasynema cirripes
Parasynema cirripes is een spinnensoort in de taxonomische indeling van de krabspinnen (Thomisidae).
Het dier behoort tot het geslacht Parasynema. De wetenschappelijke naam van de soort werd voor het eerst geldig gepubliceerd in 1891 door Octavius Pickard-Cambridge.